# Marosvásárhelyi unitárius templom
A Bolyai-téri unitárius templom építését 1929. június 28-án kezdték meg az alapkő letételi ünnepéllyel. A tervrajzot Patrovits Kálmán készítette, az építési munkálatokat Bustya Lajos építőmester vezette. Az ünnepélyes felszentelésre 1930-ban került sor Dr. Boros György püspök jelenlétében.
A szecessziós jellegű templom építését részint a marosvásárhelyi hívek adományából, nagyobb részben pedig telkek értékesítéséből és a marosszentkirályi birtok eladásából fedezték. Az orgona Bustya János adománya.
Korábban a mellette lévő imaház szolgált a hívek gyülekezési helyéül, amely 1869-70-es években épült.
A 20. század végére a környező falvakból városra költözött unitáriusok révén a Marosvásárhelyi Unitárius Egyházközség kinőtte kereteit. 1999. november 21-én a Kövesdombon új templom építésébe kezdtek. Az alapkövet dr. Szabó Árpád püspök és Szabó László egyházközségi gondnok tette le. A kövesdombi unitárius templomot 2006. december 2-án szentelték fel.